# Ànec de les Hawaii
L'ànec de Hawaii (Anas wyvilliana) és una espècie d'ocell de la família dels anàtids (Anatidae) que habita llacunes costaneres, aiguamolls i corrents fluvials de muntanya de l'illa de Kauai, a l'arxipèlag de les Hawaii, que antany ocupava gairebé completament. Reintroduït a Oahu i Hawaii.